# Anamera concolor
Anamera concolor är en skalbaggsart som beskrevs av Lacordaire 1869. Anamera concolor ingår i släktet Anamera och familjen långhorningar.
Artens utbredningsområde är Laos. Inga underarter finns listade i Catalogue of Life.